# Сан-Мамеде-де-Коронаду
Сан-Мамеде-де-Коронаду (порт. São Mamede de Coronado)  —  район (фрегезия) в Португалии,  входит в округ Порту. Является составной частью муниципалитета  Трофа. Находится в составе крупной городской агломерации Большой Порту. По старому административному делению входил в провинцию Дору-Литорал. Входит в экономико-статистический  субрегион Аве, который входит в Северный регион. Население составляет 4053 человека на 2001 год. Занимает площадь 6,26 км².